# Cantonul Pélissanne
Cantonul Pélissanne este un canton din arondismentul Aix-en-Provence, departamentul Bouches-du-Rhône, regiunea Provence-Alpes-Côte d'Azur, Franța.

## Comune
- Aurons
- Cornillon-Confoux
- Coudoux
- La Barben
- La Fare-les-Oliviers
- Lançon-Provence
- Pélissanne (reședință)
- Velaux
- Ventabren